# Borja Sémper Pascual
Francisco de Borja Sémper Pascual (Irun, Guipúscoa, 10 de gener de 1976), conegut com a Borja Sémper, és un polític basc. És l'actual portaveu del Partit Popular al Parlament Basc i, des de 2009, president del Partit Popular de Guipúscoa.

## Inicis
Llicenciat en Dret per la Universitat del País Basc i expert en Gestió Pública pel IESE, Borja Sémper va ingressar en les Noves Generacions de Guipúscoa el 1993.

## Ajuntament d'Irun
Dos anys després d'afiliar-se a Noves Generacions de Guipúscoa, en les eleccions municipals de 1995, es va incorporar a l'Ajuntament d'Irun com a regidor del PP.
Quatre anys més tard, el 1999, en veure incrementada la seva popularitat en el municipi, es va presentar com a candidat a l'alcaldia. La composició política de l'ajuntament arran d'aquests comicis va donar lloc a un acord de govern entre socialistes i populars. En conseqüència, Borja Sémper va ser nomenat primer tinent d'alcalde assumint el càrrec de regidor delegat d'urbanisme.
En les eleccions municipals de 2003 va tornar a ser candidat a alcalde. Aquesta vegada, els socialistes van iniciar la legislatura governant en solitari i prioritzant tancar acords amb el suport del PNB, però a l'estiu de 2005, el PSE va reprendre el pacte amb el PP i Borja Sémper va tornar a la seva funció com a primer tinent d'alcalde i regidor delegat d'urbanisme.
En 2007 va repetir candidatura. Però a meitat de legislatura va abandonar la seva acta de regidor en ser elegit president del seu partit a Guipúscoa. La seva nova responsabilitat i la funció de parlamentari basc que portava temps exercint va ser el que va desencadenar la seva renúncia. El 27 de gener de 2010, després de més de quinze anys en el càrrec, va presentar la seva renúncia com a regidor a l'Ajuntament d'Irun.

## Parlament Basc
Borja Sémper també és parlamentari basc i s'ha presentat en les convocatòries d'eleccions pel territori històric de Guipúscoa, en 2005, 2009, 2012 i 2016. Va ser el director de la campanya electoral guipuscoana per a les eleccions al Parlament Basc en 2009, i va protagonitzar juntament amb Arantza Quiroga i Ramón Gómez Ugalde una aposta per la renovació en la manera de comunicar-se amb els ciutadans, participant per exemple en un bany a la platja de la Petxina de Sant Sebastià en ple hivern i amb l'eslògan «Ens mullem per tu». En la seva labor parlamentària ha destacat el seu incondicional suport a la infraestructura del Tren d'Alta velocitat al País Basc.

## President del Partit Popular de Guipúscoa
El juliol de 2008, la llavors presidenta provincial del PP de Guipúscoa, María José Usandizaga, va renovar l'organigrama del partit i el va nomenar Secretari General.
Posteriorment, al XII congrés del PP de Guipúscoa celebrat el 28 de novembre de 2009 en el Kursaal de Sant Sebastià va ser elegit president amb el 94,65% dels vots.
Es va presentar com a candidat a les eleccions al Parlament Basc de 2016.